# بیابان گندمی مصری
بیابان گندمی مصری (نام علمی: eremopyrum bonaepartis) نام یک گونه از سرده بیابان گندمی است.